# Catocala aurantiaca
Catocala aurantiaca är en fjärilsart som beskrevs av Reiff 1916. Catocala aurantiaca ingår i släktet Catocala och familjen nattflyn. Inga underarter finns listade i Catalogue of Life.